# Winthemia okefenokeensis
Winthemia okefenokeensis là một loài ruồi trong họ Tachinidae.